# ارلنباخ (بادن-وورتمبرگ)
ارلنباخ (بادن-وورتمبرگ) (به آلمانی: Erlenbach) یک شهر در آلمان است که در هایلبرون واقع شده‌است.

## خواهرخوانده
شهر Seiches-sur-le-Loir خواهرخواندهٔ ارلنباخ (بادن-وورتمبرگ) هست.